# Coupe d'Islande de football 1964
La coupe d'Islande 1964 de football est la 5e édition de la Coupe nationale de football.
Elle s'est disputée du 4 août 1964 au 24 octobre 1964, avec la finale disputée au Melavöllur.
La Coupe revêt une haute importance à partir de cette saison puisque le vainqueur est qualifié pour la Coupe des Coupes (Si un club gagne à la fois le championnat et la Coupe, c'est le finaliste de la Coupe qui prend sa place en Coupe des Coupes).
Les équipes de 1. Deild (1re division) ne rentrent qu'en quarts de finale de l'épreuve. Lors des tours précédents, les équipes de 2. Deild (2e division), ainsi que les équipes réserves s'affrontent en matchs simples. En cas de match nul, le match est rejoué.
Pour la 5e année consécutive, le KR Reykjavik remporte l'épreuve, en battant en finale l'IA Akranes 4 buts à 0. Une première dans l'histoire de la compétition : un match entre le KR et son équipe réserve, avec pour enjeu une place de finaliste!

## Premier tour
| Équipe 1             | Résultat | Équipe 2            |
| -------------------- | -------- | ------------------- |
| Haukar Hafnarfjörður | 1 - 2    | Vikingur Reykjavik  |
| IB Isafjörður        | 0 - 3    | KR Reykjavik B      |
| Fram Reykjavik B     | 3 - 0    | þrottur Reykjavik B |
| ÍBK Keflavík B       | 1 - 2    | Valur Reykjavik B   |
| ÍBV Vestmannaeyjar   | 9 - 8    | IA Akranes B        |

## Deuxième tour
- Entrée en lice des clubs de Breiðablik Kopavogur, FH Hafnarfjörður et ÍBA Akureyri.

| Équipe 1             | Résultat | Équipe 2             |
| -------------------- | -------- | -------------------- |
| Breiðablik Kopavogur | 4 - 2    | FH Hafnarfjörður     |
| Fram Reykjavik B     | 2 - 1    | Valur Reykjavik B    |
| KR Reykjavik B       | 5 - 2    | ÍBV Vestmannaeyjar   |
| ÍBA Akureyri         | 5 - 2    | Vikingur Reykjavik B |

## Troisième tour
| Équipe 1       | Résultat | Équipe 2             |
| -------------- | -------- | -------------------- |
| KR Reykjavik B | 2 - 1    | Breiðablik Kopavogur |
| ÍBA Akureyri   | 7 - 5    | Fram Reykjavik B     |

## Quarts de finale
- Entrée en lice des 6 clubs de 1. Deild

| Équipe 1            | Résultat | Équipe 2               |
| ------------------- | -------- | ---------------------- |
| KR Reykjavik B      | 2 - 0    | ÍBK Keflavík (D1)      |
| IA Akranes (D1)     | 1 - 0    | þrottur Reykjavik (D1) |
| KR Reykjavik (D1)   | 1 - 0    | ÍBA Akureyri           |
| Fram Reykjavik (D1) | 2 - 1    | Valur Reykjavik (D1)   |

## Demi-finales
| Équipe 1     | Résultat | Équipe 2       |
| ------------ | -------- | -------------- |
| KR Reykjavik | 2 - 1    | KR Reykjavik B |
| IA Akranes   | 2 - 0    | Fram Reykjavik |

## Finale
| 24 octobre 1964 | KR Reykjavik                                          | 4 - 0 | IA Akranes | Melavöllur, Reykjavik |
|                 | Sigurthor Jacobsson · Gunnar Gudmannsson · Buts csc , |       |            |                       |
|                 | (Rapport)                                             |       |            |                       |